# Strickholm
Strickholm  (Fi: Tikkaluoto) är en ö i Finland.   Den ligger i kommunen Sastmola i den ekonomiska regionen  Björneborgs ekonomiska region  och landskapet Satakunta, i den sydvästra delen av landet, 260 km nordväst om huvudstaden Helsingfors. Arean är 0,38 kvadratkilometer.
Terrängen på Tikkaluoto är mycket platt. Den sträcker sig 0,9 kilometer i nord-sydlig riktning, och 0,7 kilometer i öst-västlig riktning.  I omgivningarna runt Tikkaluoto växer i huvudsak blandskog.